# 엠빅스
엠빅스 (M.VICS)는 헬스케어 기술이 탑재된 자율주행 통합 칵핏 시스템이다. 

## 상세
2021년 3월 31일, 현대모비스가 최초 공개했다. 엠빅스는 12.3인치와 13.2인치 디스플레이를 위아래로 달고 하단에 원형 슬라이드 노브를 설치한 것이 특징이다. 손잡이를 좌우로 밀고 돌려 공조 시스템과 같은 기능을 조작할 수 있다.
디스플레이의 경우 상단의 12.3인치 디스플레이를 동승석 앞으로 옮겨 스마트폰을 연결해 미디어를 감상할 수 있다. 또한, 3개의 중앙 스피커도 동승자 모드로 변경되며, 왼쪽 스피커는 운전자 쪽을 향하고 나머지 2개의 스피커는 매립된다. 

## 구성
- Blooming Sound System
- 3D Layered Lighting Cluser
- DSW camera
- ECG Sensor
- Capacitive Touch Sensor with Bi-Curved Geometric Surface
- Sliding Knob Controller
- LED Seat Lighting
- 3D Patterned Mood Lamp
- 12.3" Movable Passenger Display
- Multi-Mode Air Vent
- 13.2" In-Display IVI Integrated Controller
- Air Purifier with Aroma Diffuser
- Headrest Speaker

## 같이 보기
- 현대자동차그룹

- 현대모비스

- 자율주행